# Ambra (romanzo)
Ambra, pubblicato anche come Ambra, per sempre (Forever Amber) è un romanzo di Kathleen Winsor del 1944.

## Trama
La storia è ambientata nel Seicento durante la peste in Inghilterra, un periodo storico che fu una delle cause del collasso del feudalesimo. Fotografa l'Inghilterra della Restaurazione, una vivida immagine della moda, della politica, dei disagi pubblici e privati dell'epoca, incluso l'incendio di Londra. Il racconto si sviluppa intorno alle vicende di Ambra St. Claire, una ragazza dotata di una straordinaria forza d'animo, confrontata alle timide reazioni delle altre fanciulle.

## Storia editoriale
Mentre molti critici elogiarono la storia per la sua rilevanza storica altri la condannarono per i numerosi riferimenti sessuali. Quattordici stati americani vietarono il libro giudicandolo pornografico. Il primo fu il Massachusetts il cui Procuratore Generale, per giustificarne il divieto di diffusione, citò 70 riferimenti a rapporti sessuali, 39 gravidanze illegittime, 7 aborti, e "10 descrizioni di donne nude poste di fronte a uomini". L'autrice negò che il suo libro fosse particolarmente audace e disse che lei non aveva nessun interesse nel descrivere scene esplicite. "Ho scritto solo due passaggi sessuali, ma i miei editori li hanno entrambi cancellati. Utilizzarono invece un'ellissi. Ormai puoi risolvere tutto con un'ellissi". Del libro venne accettata per la pubblicazione solo la quinta bozza del manoscritto della Winsor ma solo un quinto del manoscritto originale. Il romanzo risultante fu di 972 pagine. Nonostante il divieto Forever Amber negli anni 40 fu un best seller. Nella prima settimana ne furono vendute più di 100.000 copie: in tutto il romanzo vendette 3.000.000 di copie. Il libro venne condannato dalla Chiesa cattolica ma ciò non fece altro che incrementarne la popolarità.

## Al cinema
Nel 1947 l'opera ispirò la produzione di un film omonimo diretto da Otto Preminger con Linda Darnell nel ruolo di Ambra St. Clair. Fu completato dopo sostanziali cambiamenti nella sceneggiatura a causa della censura del Production Code.